# Kelcz Imre
Fületinczi Kelcz Imre (Péterfalva (Vas vármegye), 1707. december 20. – Győr, 1792. november 13.) bölcseleti és teológiai doktor, győri prépost-kanonok, Jézus-társasági hittérítő.

## Életútja
A fületinczi Kelcz család sarjaként született. Szülei Keltz Péter és palásti és keszihóczi Palásthy Anna voltak, akik Németszentmihályon laktak. Kelcz Imre bátyjai Keltz Ádám (1690-1756) Vas vármegyei kerületi királyi táblabíró volt, és Keltz Zsigmond abaúji alispán voltak.
Kelcz Imre 20 éves korában, 1727-ben végezte a bölcseletet és lépett a rendbe; 1730-ban Budán az alsó osztályokban tanított. 1731-től Pozsonyban principista, 1733-tól Nagyszombatban poeta volt; 1734-től Bécsben matematikát és 1736-től 1738-ig theologiát tanult; 1739-től Besztercebányán a 3 próbaévét töltötte; 1740-ben Kőszegen, 1741-ben Kolozsvárt, 1742-től 1744-ig Kassán az etikát és a bölcseletet.
1746-ban Nagyszombatban teológiát tanított, 1747-50-ben az ország különböző részében mint hittérítő működött, 1754-től 1760-ig a győri püspök mellett volt hitszónok; innét 1761-ben a soproni papnevelő igazgatója lett; 1767. október 25-től az egri s 1771. december 23-tól a pozsonyi rendház rektora is volt.
A rend feloszlatása után (1773) a győri püspöki megyében volt világi pap, végre kanonok és prépost. A kőszegi árvaház alapításának kezdeményezője, melynek felállítására jelentékeny összeget gyűjtött.

## Munkái
1. Simulatio per satyras detecta. Honori ..... dominorumneo-baccalaureorum, dum in .... universitate Tyrnaviensi .... philosophiae laurea condecorarentur, promotore Joanne Szegedi ab humanitate Tyrnaviensi dedicata. Anno 1733, Tyrnaviae
2. Oratio funebris in exequiis exc. dom. comitis Stephani Kornis de Göncz-Ruszka. Claudiopoli, 1742
3. Epistolae regis Matthiae Corvini. Cassoviae, 1743, négy rész
4. Invicta Jo. Corvini fortitudo. Uo. 1743
5. Cels. ac. rev. S. R. I. princeps Emericus e comitibus Eszterhazi de Galantha, eccles. metrop. Strigoniensis archi-episcopus ... laudatione funebri celebratus ... dum eidem cels. principi in basilica divi Martini Posonii justa funebria persolverentur. Mense Januario die 21. Anni 1746. Tyrnaviae, 1746
6. Magyar Káté ... Győr ... (Stoeger latinul adja czímét, azon hozzáadással, hogy többször utánnyomatott, de egy példányát sem ismerem, valószinű, hogy névtelenül jelent meg)

Egy kézirati munkája: Hogyan terjeszszék a fejedelmek az ősi hitet és akadályozzák meg az eretnekséget.